# Jane Bown
Pour les articles homonymes, voir Bown.
Jane Hope Bown, née le 13 mars 1925 à Eastnor, et morte le 21 décembre 2014 , est une photographe anglaise,.

## Biographie
Jane Bown travaille pour le quotidien The Observer qui l’emploie depuis 1949. Elle est connue pour avoir été l’autrice de portraits emblématiques en noir et blanc de Samuel Beckett, John Lennon et la reine Élisabeth II, Jean Cocteau, Orson Welles, Mick Jagger.
Membre de la Royal Photographic Society, elle était également distinguée en tant que membre de l'ordre de l'Empire britannique.

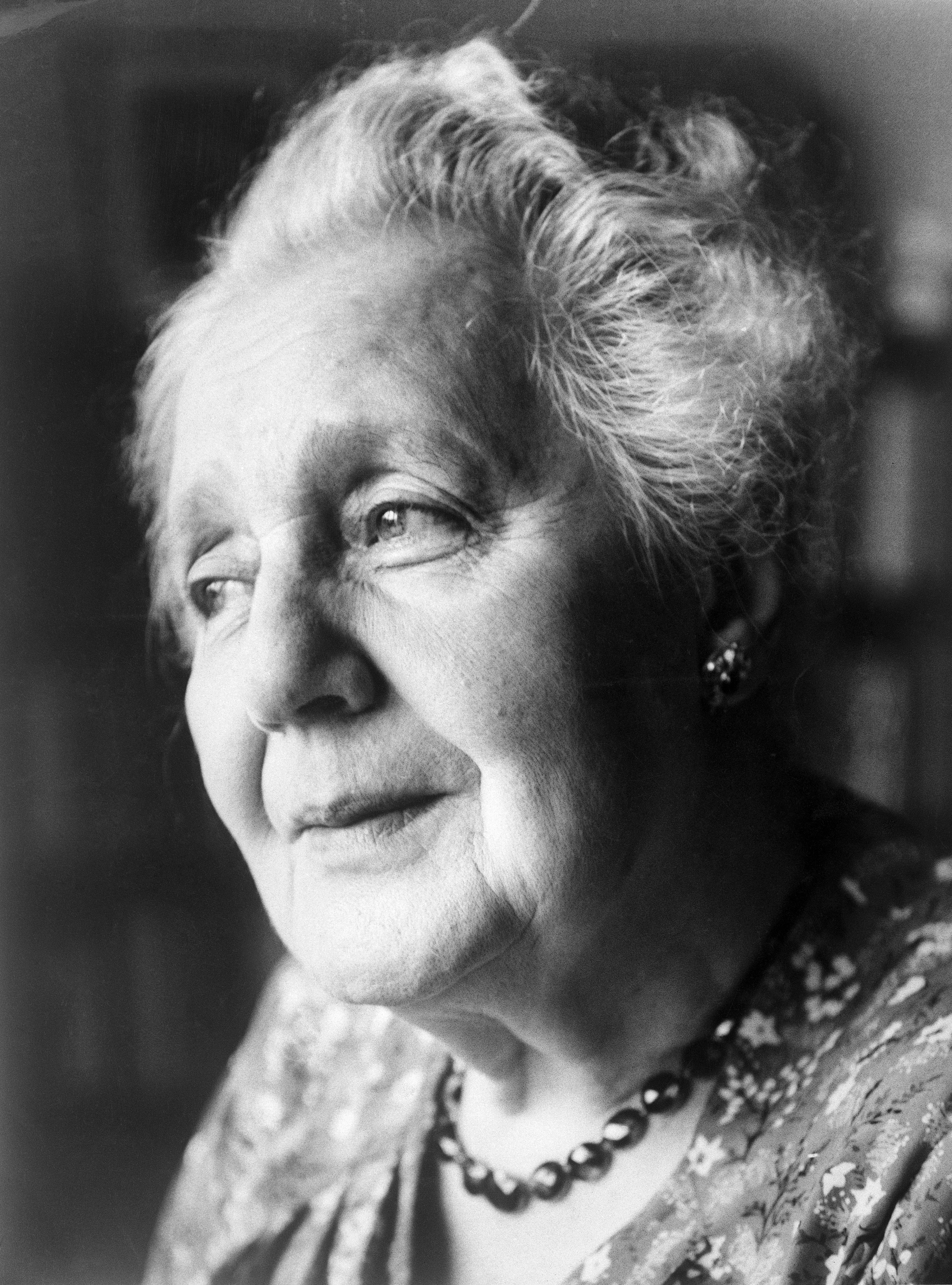
Portrait de Melanie Klein par Jane Bown.